# Lance Forman
Pour les articles homonymes, voir Forman.
Lance Forman, né le 13 octobre 1962 à Londres, est un homme politique britannique.
En 2019 il est élu député europeen du Parti du Brexit.